# Narodowe Muzeum Sztuki, Architektury i Projektowania
Narodowe Muzeum Sztuki, Architektury i Projektowania (norw. Nasjonalmuseet for kunst, arkitektur og design) – muzeum znajdujące się w Oslo, powstałe 11 lutego 2003 z połączenia czterech dotychczasowych muzeów: Galerii Narodowej (Nasjonalgalleriet), Muzeum Sztuki Współczesnej (Museet for samtidskunst), Muzeum Architektury (Nasjonalmuseet – Arkitektur) oraz Muzeum Sztuki Użytkowej (Kunstindustrimuseet). 1 lipca 2005 w skład nowej placówki włączono również Wystawy Państwowe (Riksutstillinger). Muzeum posiada największe w Norwegii zbiory sztuki plastycznej (malarstwo, grafika, rysunek, rzeźba), architektury (rysunki, fotografie, modele) i designu (sztuka użytkowa). Ozdobą kolekcji muzeum jest jedna z wersji znanego obrazu Edvarda Muncha Krzyk.

## Historia

### Galeria Narodowa
W 1836 parlament norweski Storting podjął decyzję o powołaniu muzeum narodowego w stolicy kraju. Zadaniem placówki miała być prezentacja sztuki młodego narodu w kontekście starszej, europejskiej tradycji. Galeria Narodowa (Nasjonalgalleriet) powstała w 1837 jako pierwsze na terenie Norwegii publiczne muzeum sztuki. Nosiło ono początkowo nazwę Muzeum Narodowe (Nationalmuseet), którą wkrótce zmieniono na Norweskie Państwowe Centralne Muzeum Sztuk Plastycznych (Den norske stats sentralmuseum for billedkunst), a następnie na Nasjonalgalleriet.
Neorenesansowy budynek galerii, położony przy ulicy Universitetsgata 13, zaprojektował architekt H.E. Schirmer. Galeria zaczęła gromadzić swoje zbiory drogą zakupów i donacji. Na przestrzeni dziejów tej instytucji zgromadzono największą w Norwegii kolekcję sztuki norweskiej i światowej, na którą składa się ok. 4500 obrazów, 900 rzeźb oryginalnych, 950 odlewów gipsowych, 17 300 rysunków i 25 000 grafik.
W latach 80. XIX wieku muzeum uzyskało własną siedzibę – dzisiejszą środkową część budynku galerii, który został rozbudowany w latach 1904–1907 (skrzydło południowe) i 1918–1924 (skrzydło północne) w celu zapewnienia przestrzeni dla powiększających się zbiorów, a także pomieszczeń dla sali odczytowej i biblioteki. Choć głównym założeniem muzeum było gromadzenie i prezentowanie sztuki norweskiej, to z czasem zgromadzono również znaczące dzieła sztuki światowej, zwłaszcza francuskiego impresjonizmu. Do głównych atrakcji muzeum należą obrazy Edvarda Muncha: Krzyk i Madonna. Zbiory muzeum prezentowane są jako wystawa stała oraz wystawy czasowe. Do dyspozycji zwiedzających jest fachowy personel muzeum.

#### Zbiory

##### Malarstwo norweskie

Johan Christian Clausen Dahl, Stalheim, 1842
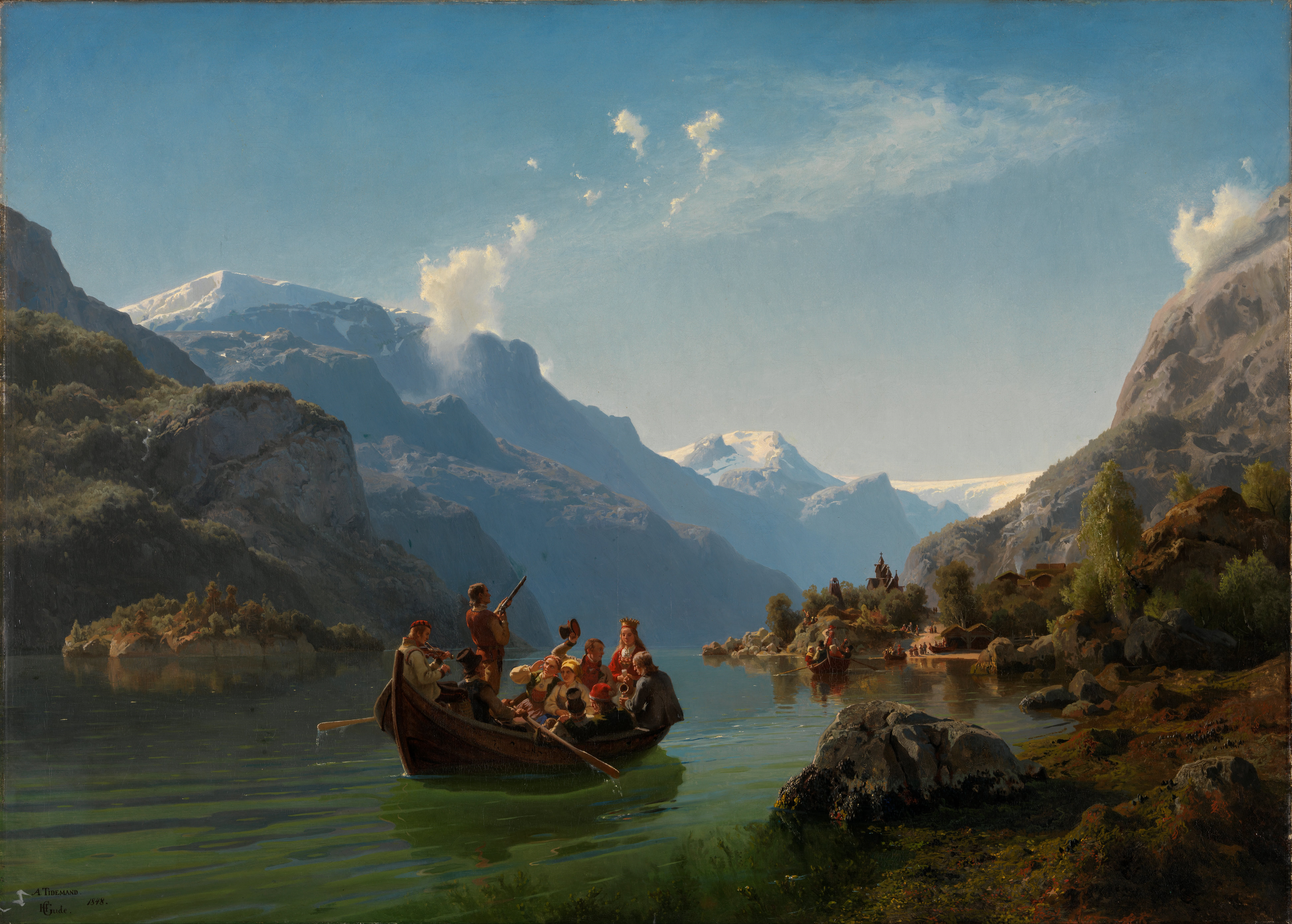
Adolph Tidemand i Hans Gude, Brudeferden i Hardanger, 1848
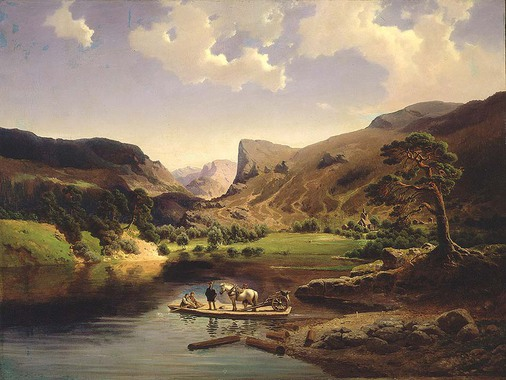
Joachim Frich, Fra Hallingdal, 1849
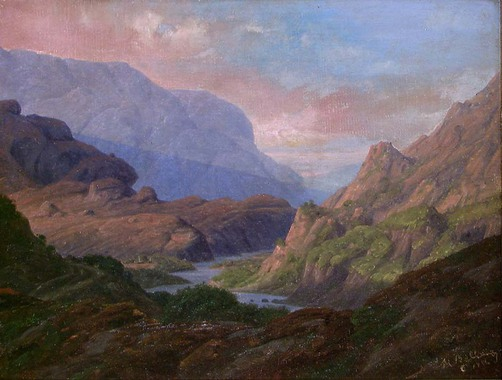
Ole Peter Hansen Balling, Fjellandskap, 1856
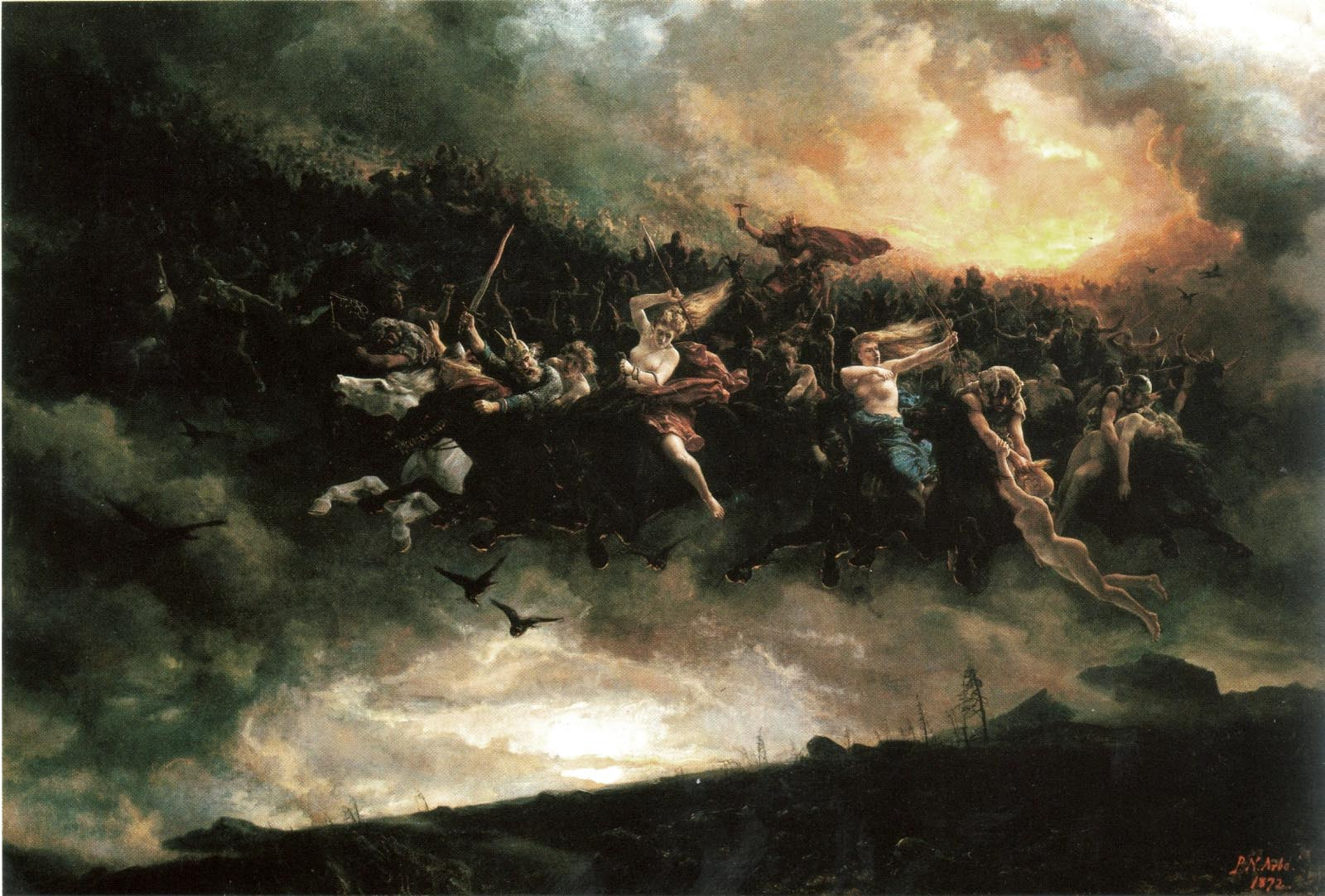
Peter Nicolai Arbo, Åsgårdsreien, 1872
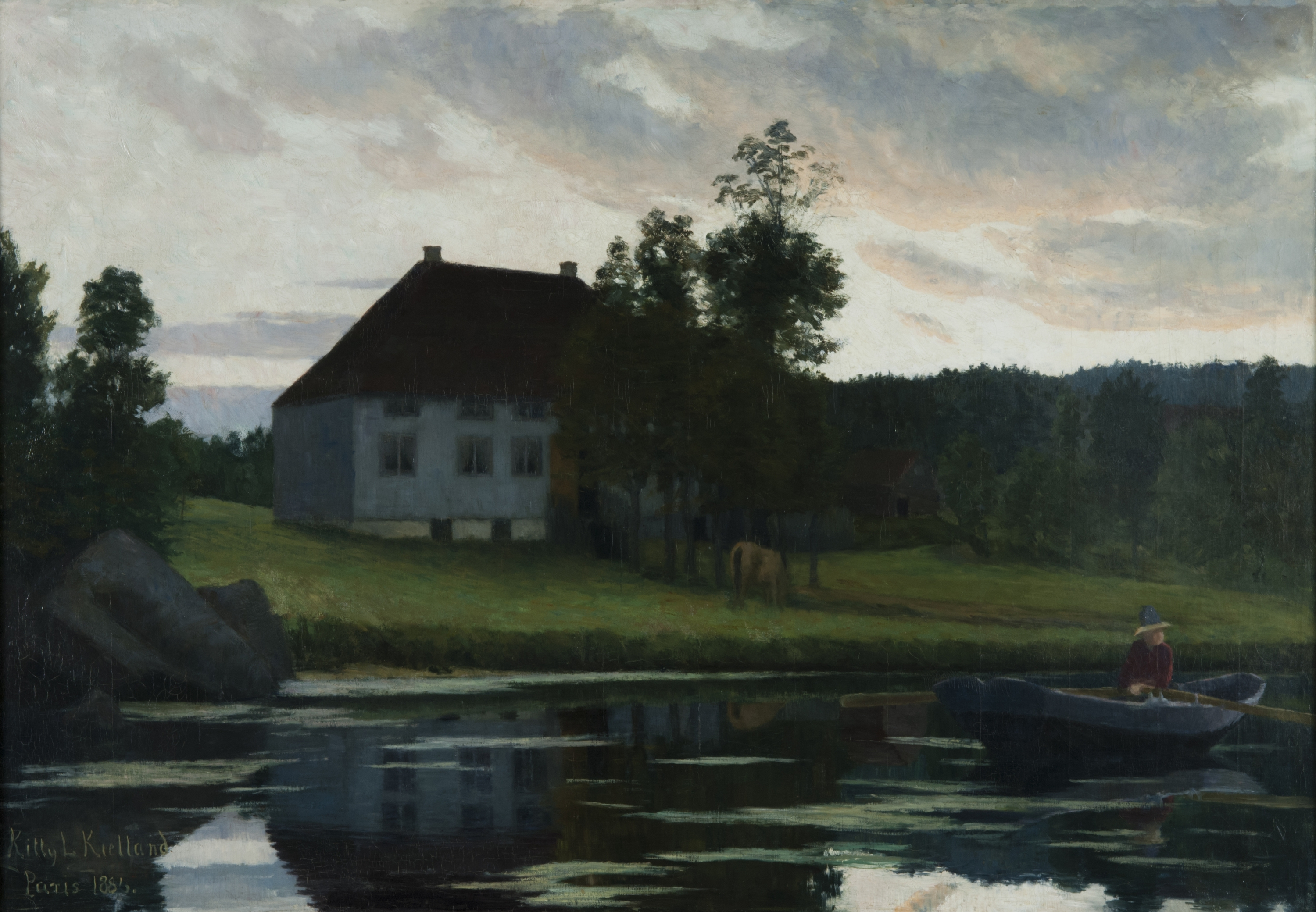
Kitty Kielland, Efter solnedgang, 1886
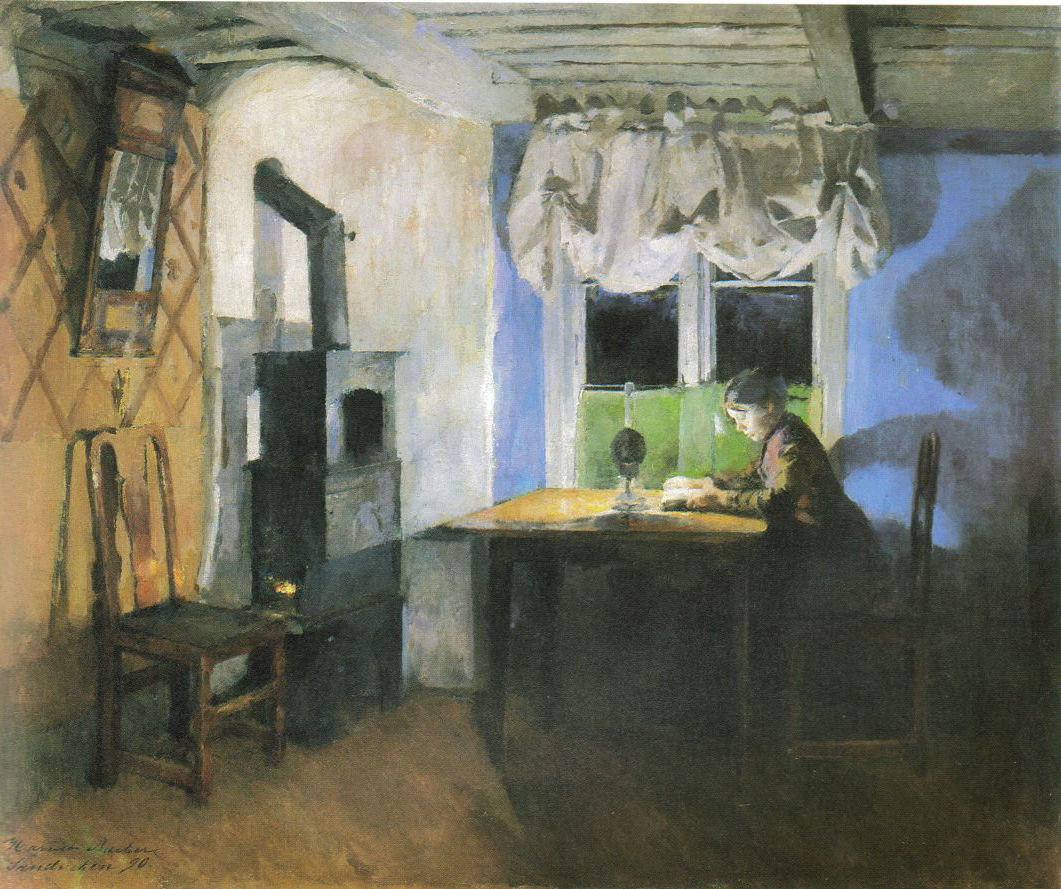
Harriet Backer, Ved lampelys, 1890
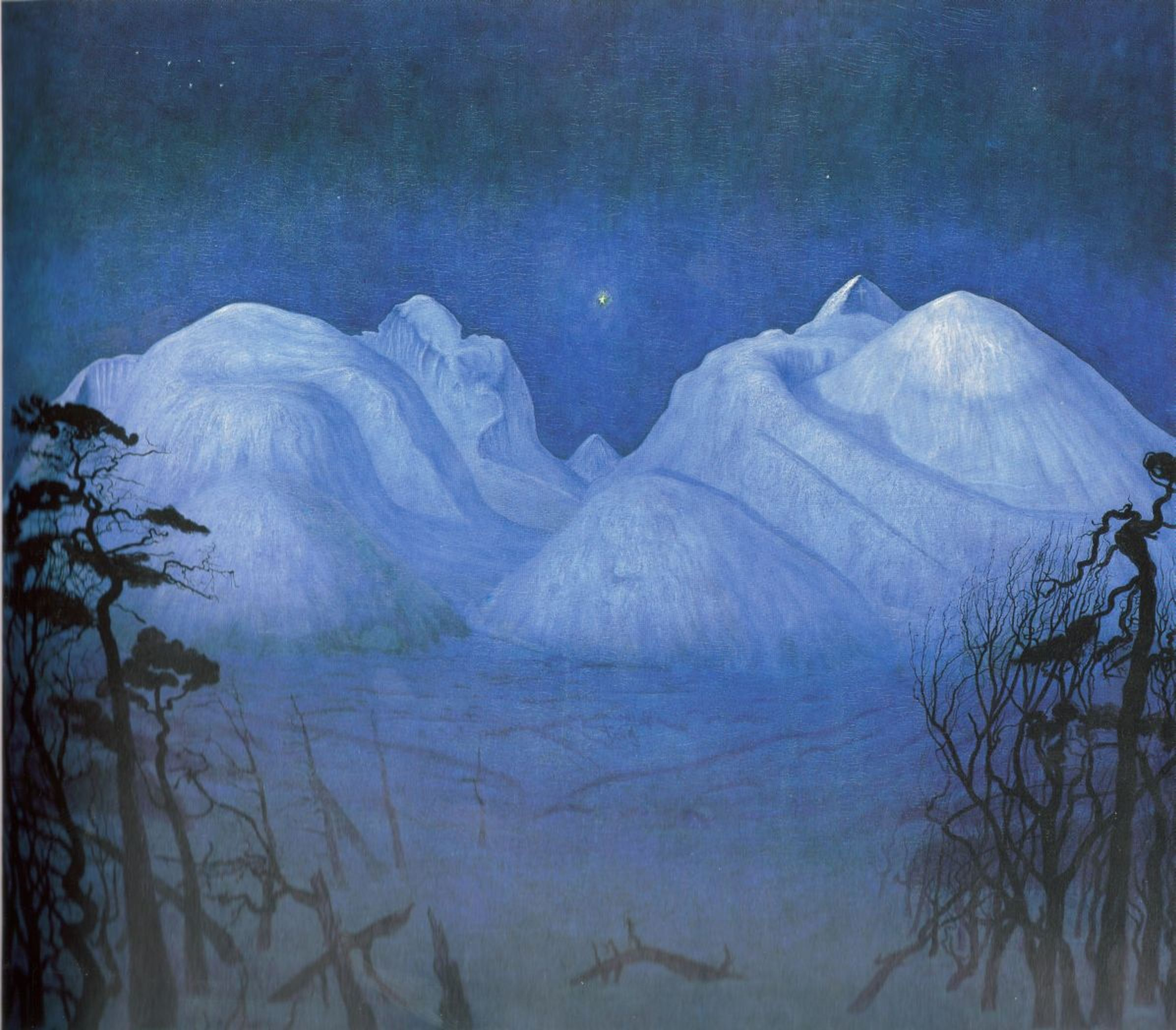
Harald Sohlberg, Vinternatt i fjellene, 1911–1914

##### Impresjonizm

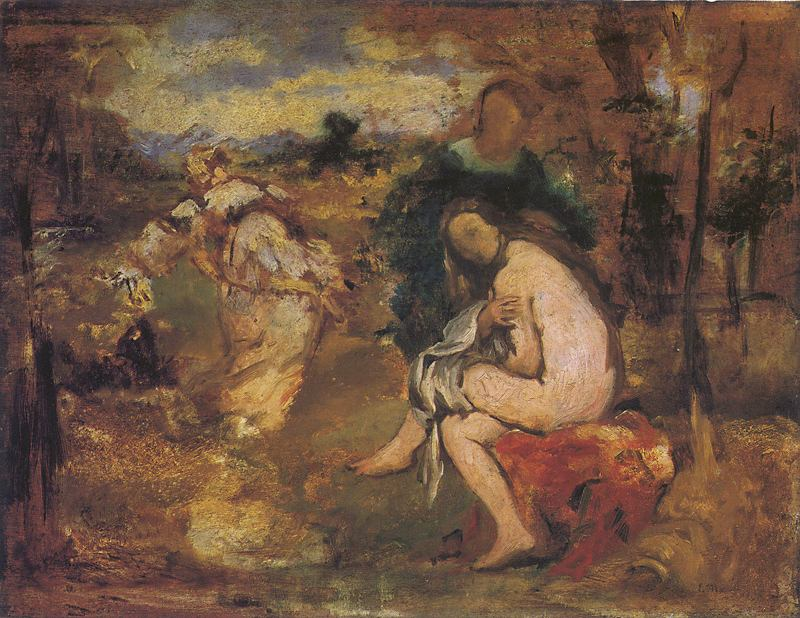
Édouard Manet, Zaskoczona nimfa, 1861
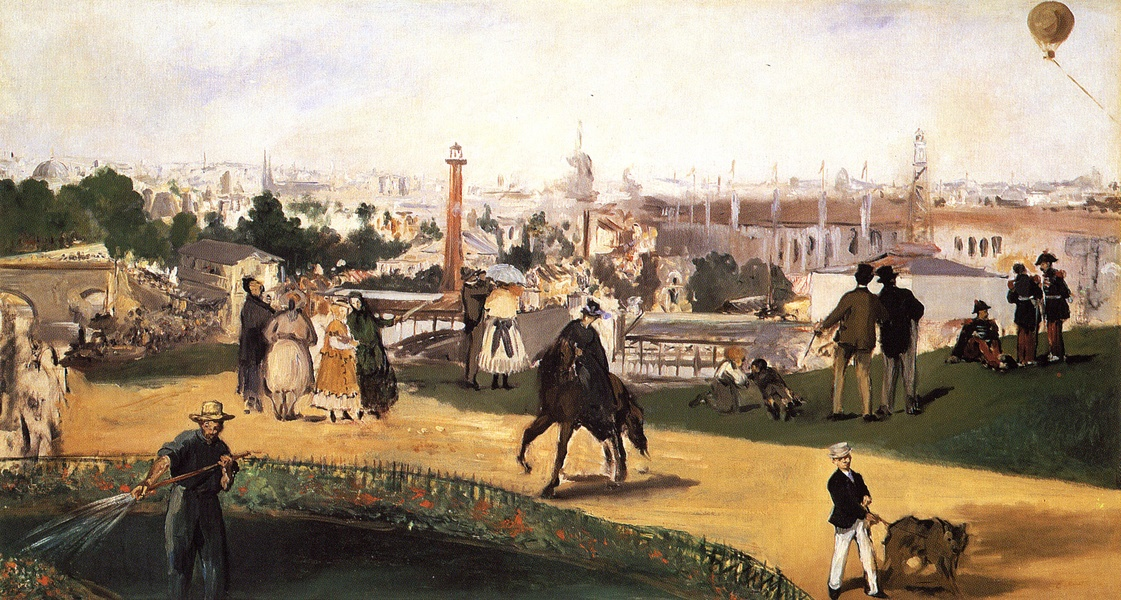
Édouard Manet, Widok na Wystawę Światową w 1867, 1867
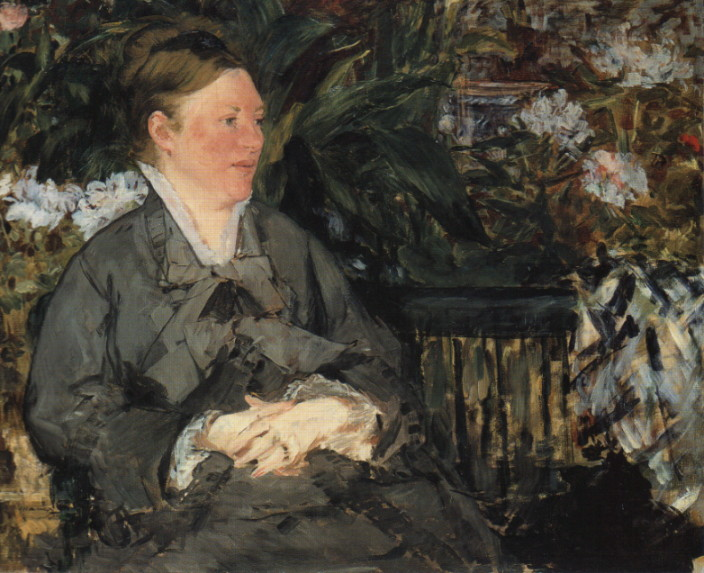
Édouard Manet, Pani Manet w cieplarni, 1879
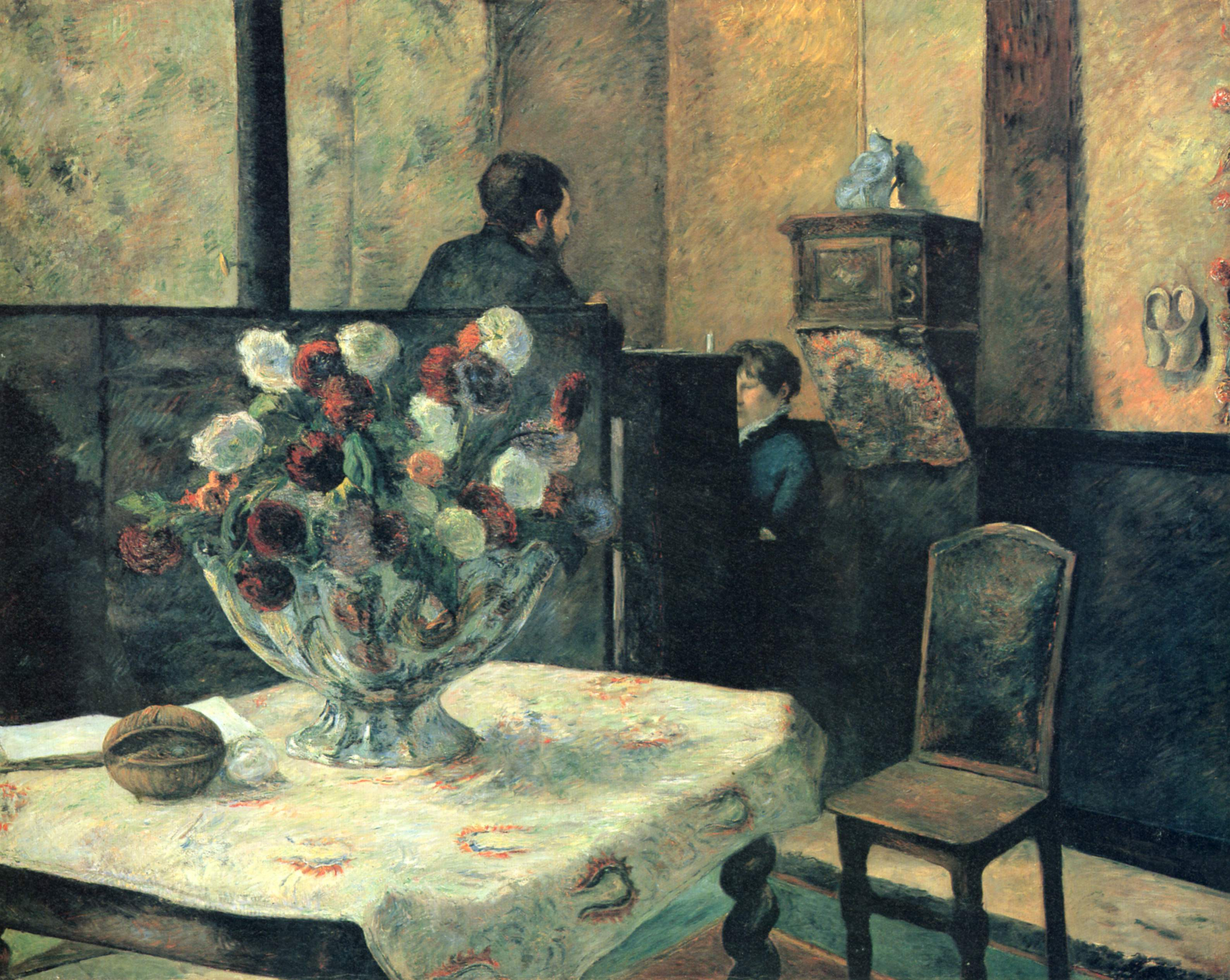
Paul Gauguin, Pracownia malarska przy rue Carcel, 1881
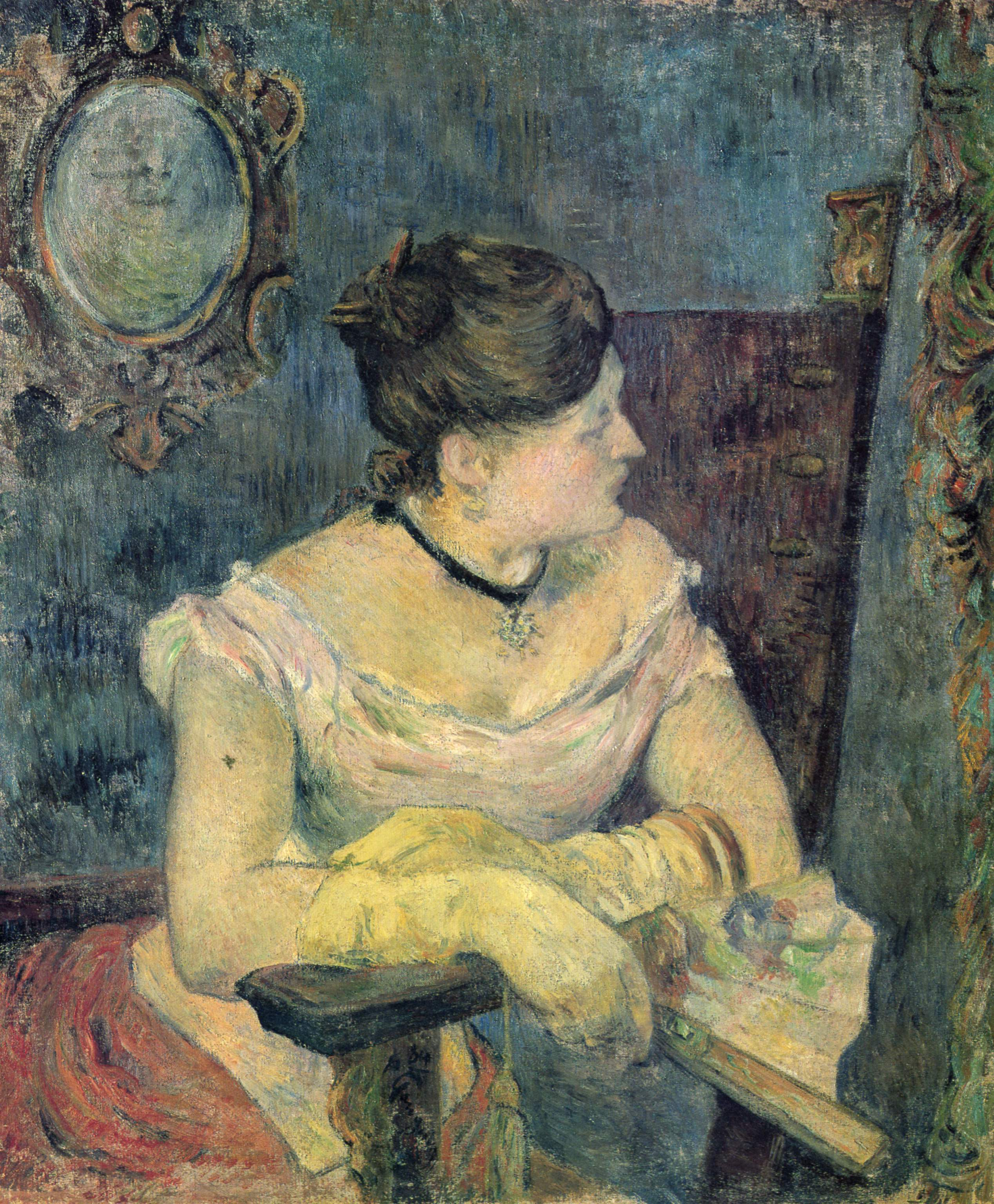
Paul Gauguin, Mette Gauguin w wieczorowej sukni, 1884
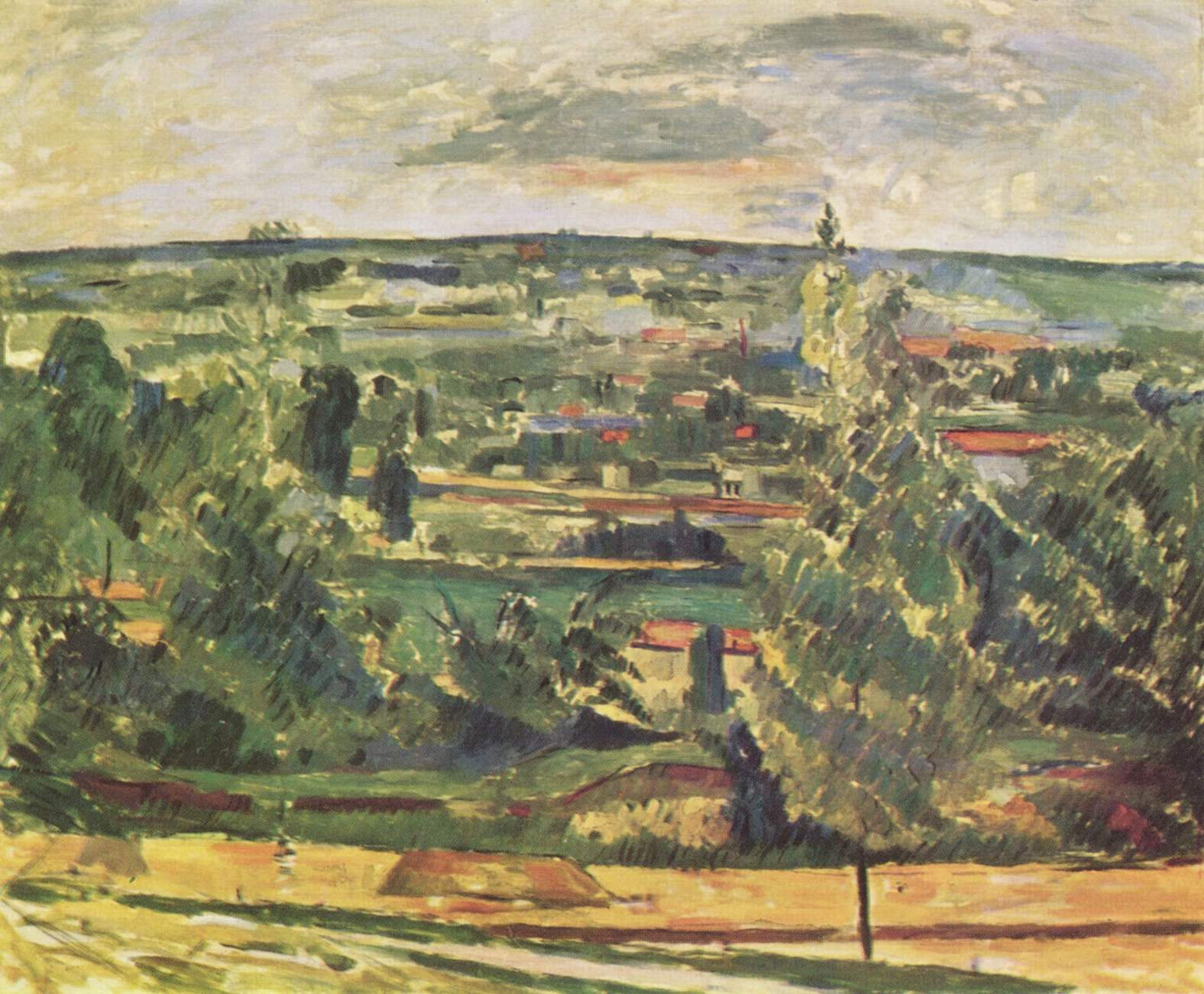
Paul Cézanne, Pejzaż w pobliżu Jas-de-Bouffan, 1878–1885
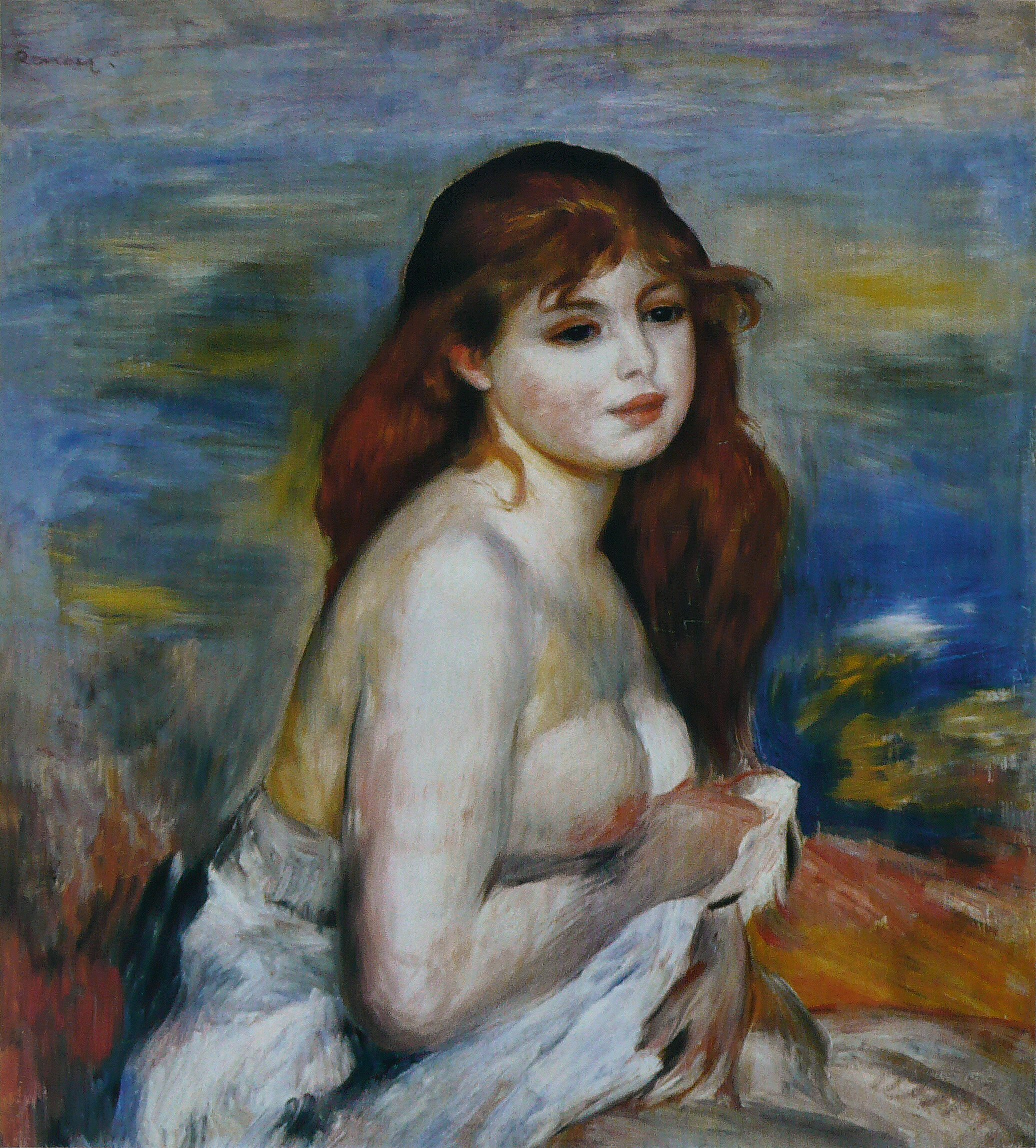
Auguste Renoir, Po kąpieli (Mała kąpiąca się), 1887
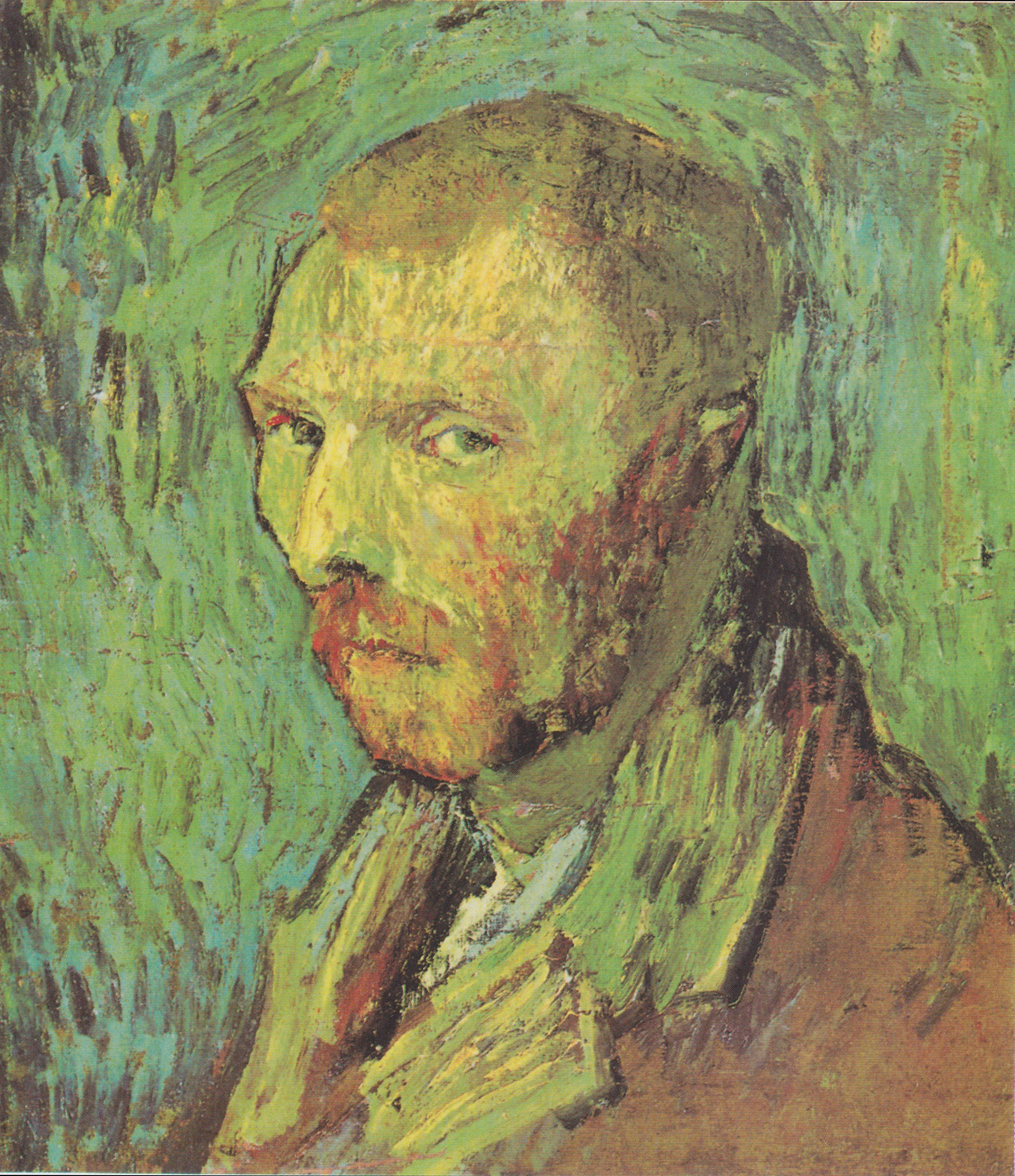
Vincent van Gogh, Autoportret z okaleczonym uchem, 1889

##### Edvard Munch

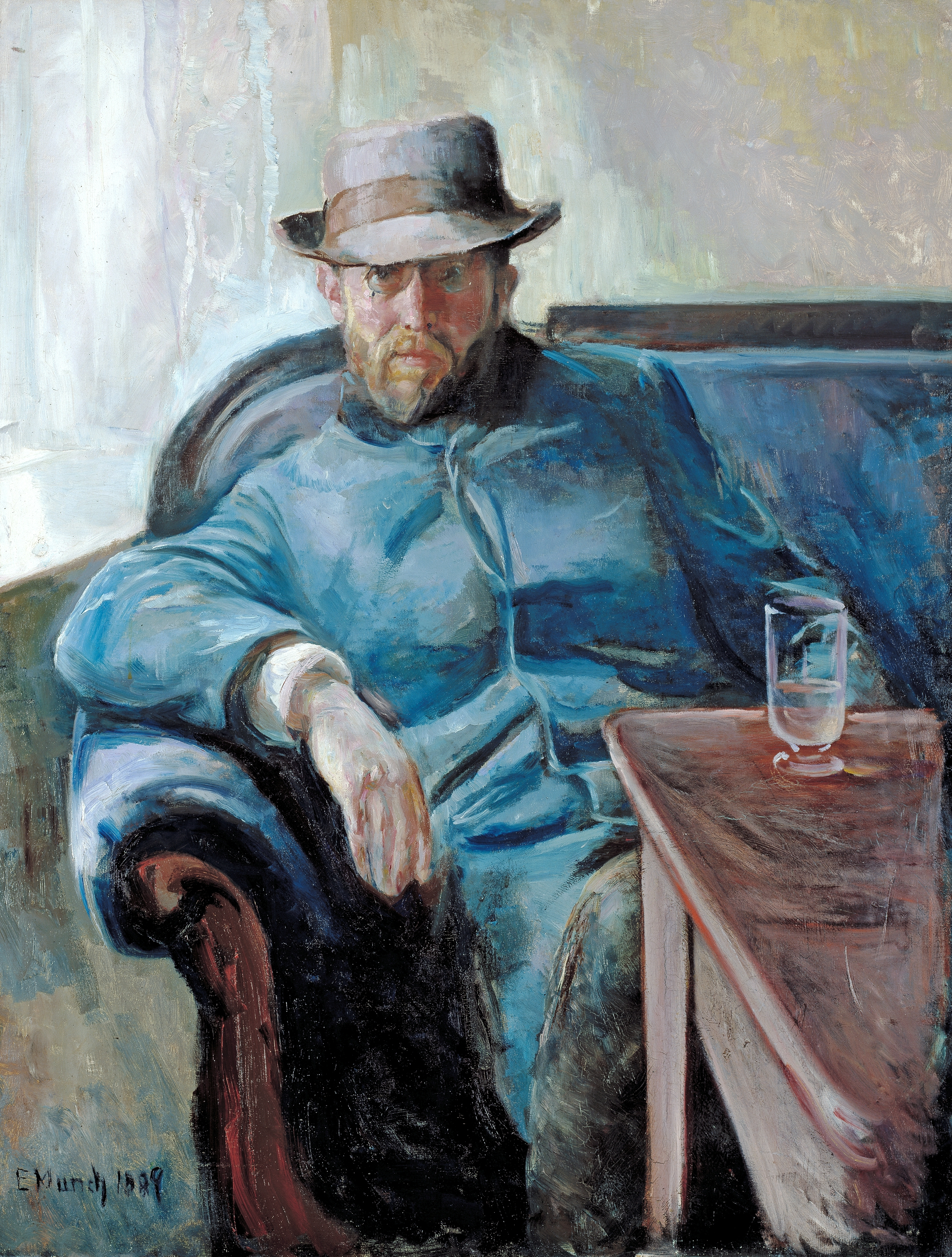
Portret Hansa Jægera, 1889
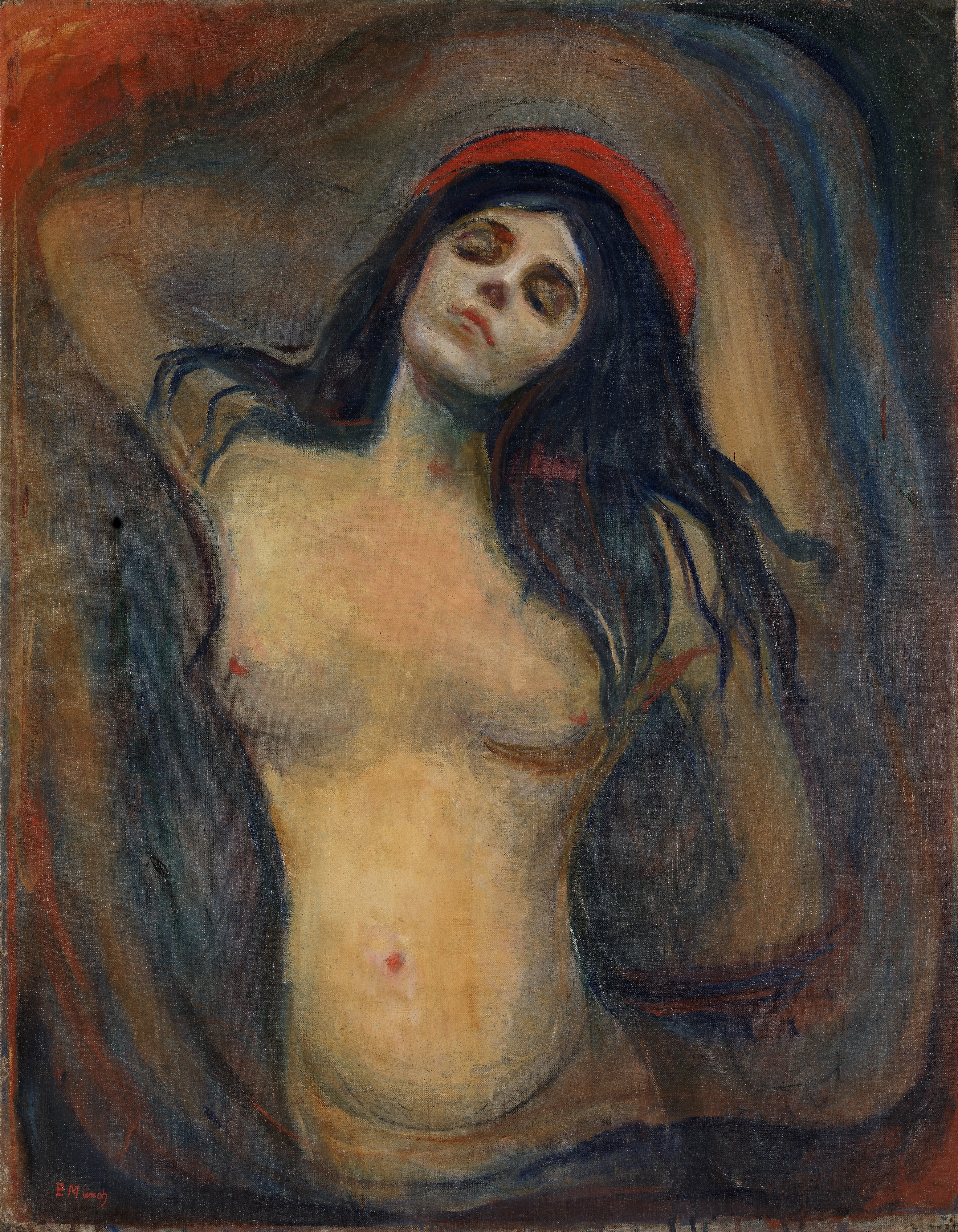
Madonna, 1894-1895
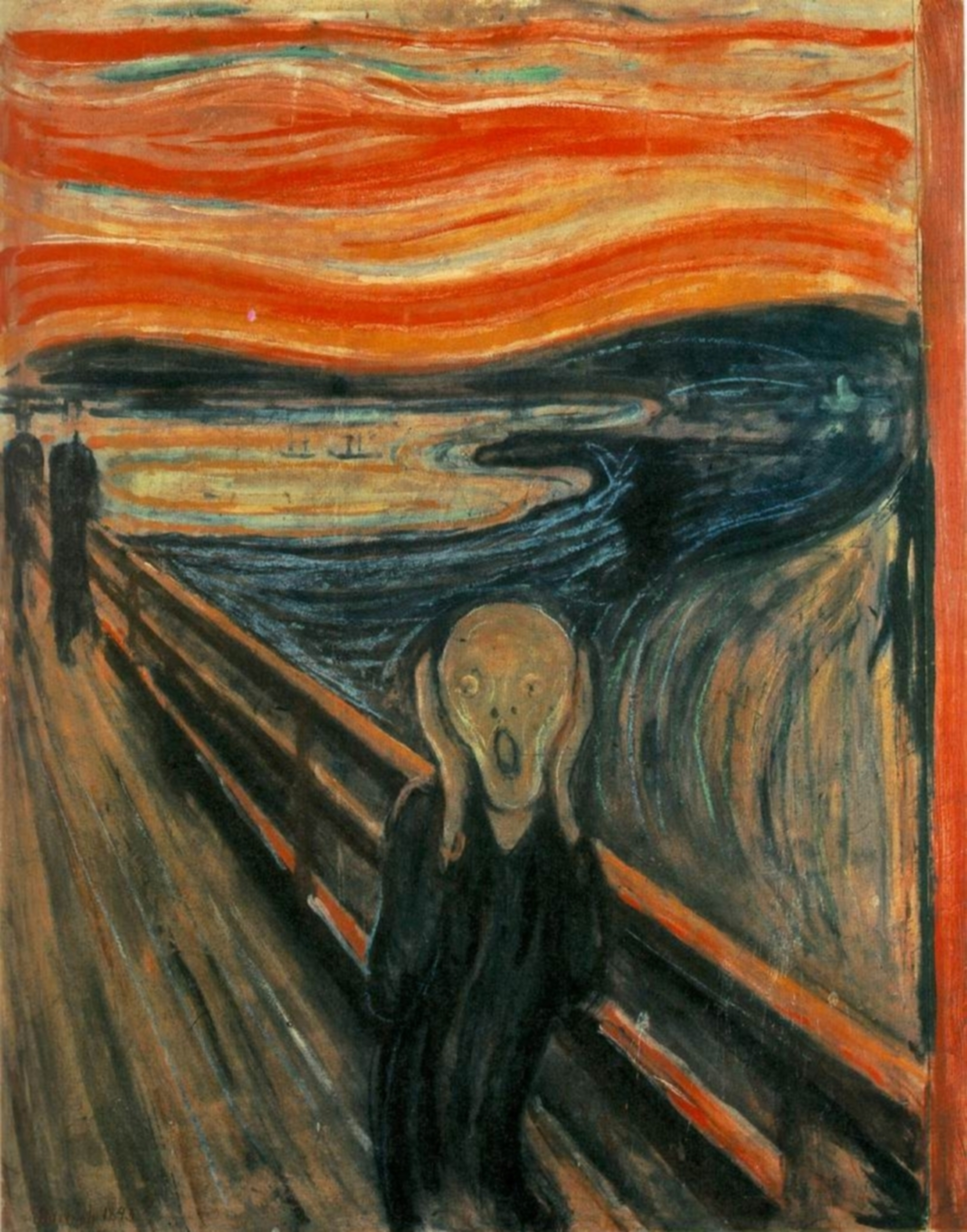
Skrik (Krzyk), 1893
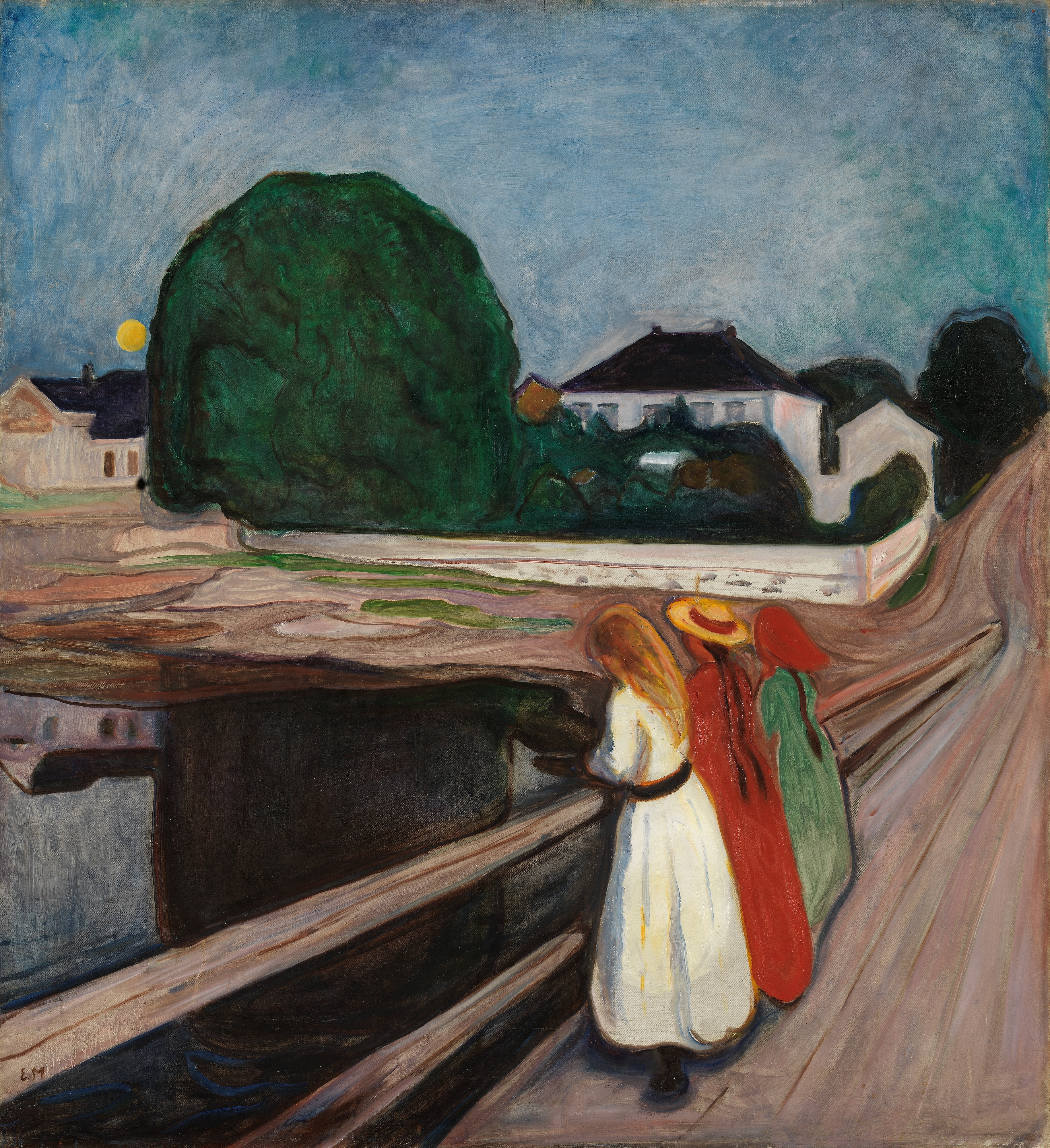
Dziewczęta na moście, 1901

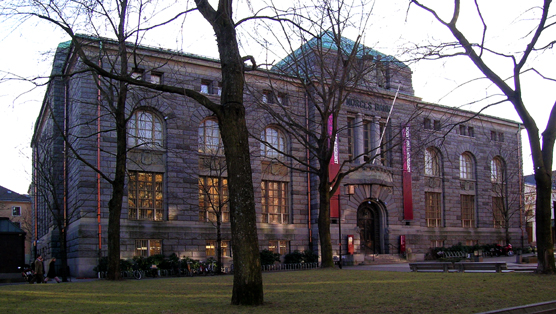
Muzeum Sztuki Współczesnej

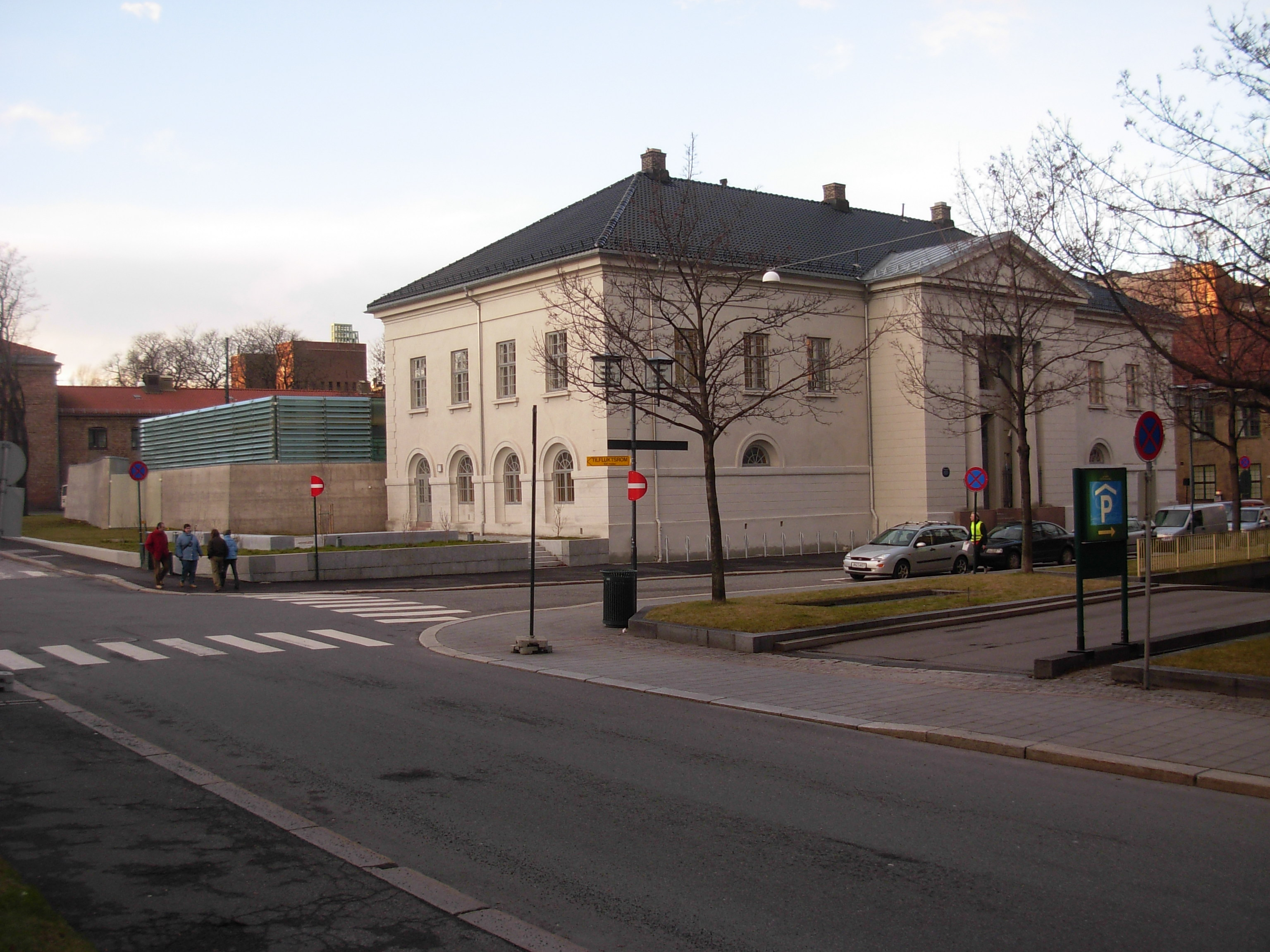
Muzeum Architektury – budynek główny. Z tyłu widoczny nowoczesny pawilon Sverre Fehna

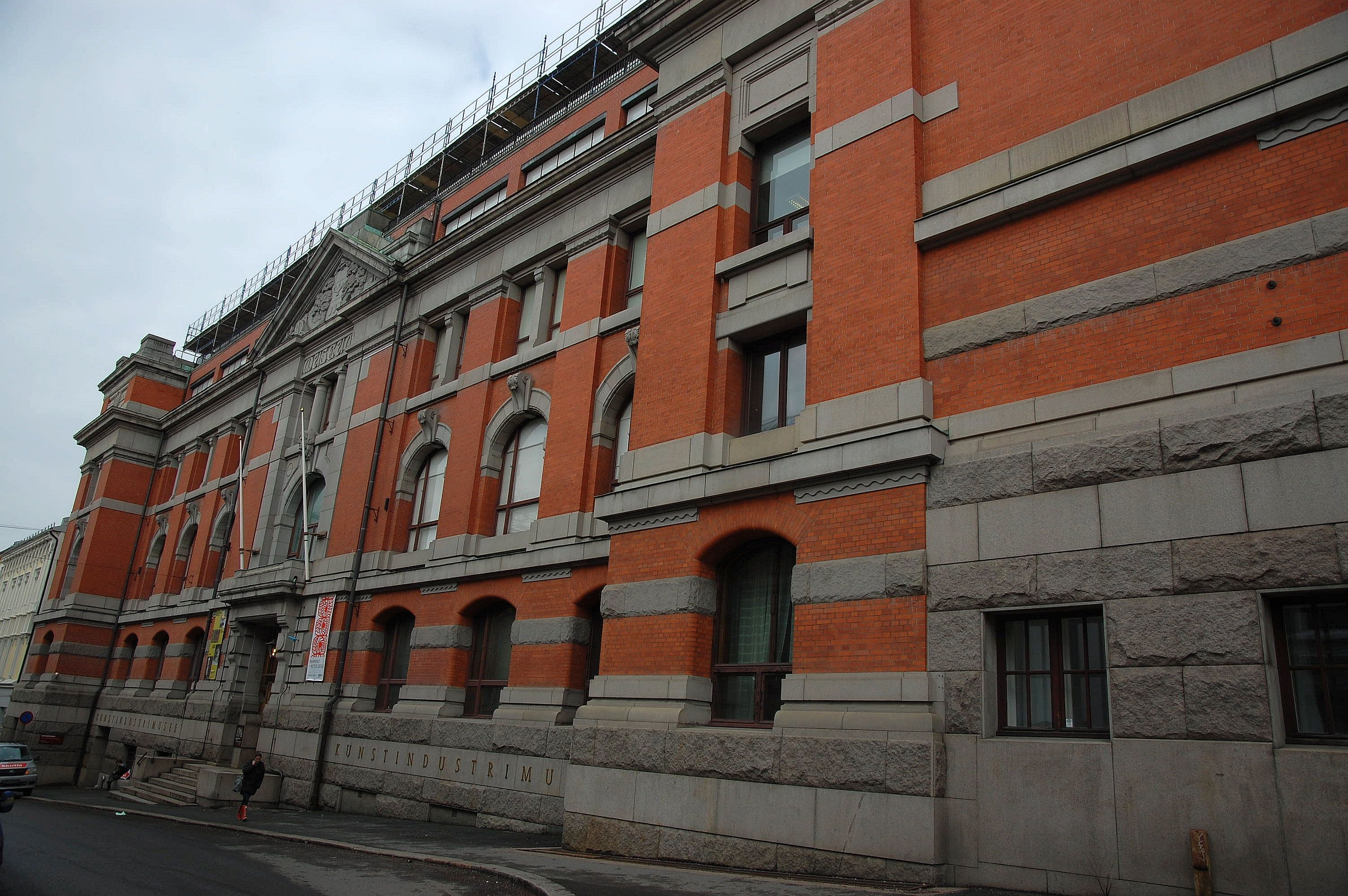
Muzeum Sztuki Użytkowej

### Muzeum Sztuki Współczesnej
Muzeum Sztuki Współczesnej (Museet for samtidskunst) mieści się w położonym przy Bankplassen 4 budynku, otwartym dla publiczności w 1990. Zbudowany w 1907 z norweskiego granitu i marmuru budynek zaprojektował w stylu zbliżonym do secesji architekt Ingvar Hjorth. Na 2000 m² powierzchni wystawiane są zarówno eksponaty własne muzeum, jak i wypożyczone. Na kolekcję sztuki współczesnej składa się około 5000 norweskich i zagranicznych dzieł powstałych po roku 1945 i obejmujących takie gatunki jak: malarstwo, grafikę, rysunek, rzeźbę, instalację i wideo. W skład wystawy wchodzą trzy stałe instalacje: Shaft Richarda Serry, Indre rom V Pera Inge Bjørlo i Søppelmannen – mannen som aldri kastet noe Ilyi Kabakova.

### Muzeum Architektury
Muzeum Architektury (Nasjonalmuseet – Arkitektur) zostało otwarte w 2008 w budynku przy Bankplassen 3. Główny budynek został zaprojektowany przez jednego z najważniejszych norweskich architektów XIX w., Christiana Heinricha Groscha i ukończony w 1830 z przeznaczeniem na filię Norges Bank. W 1911 dobudowano część biblioteczną według projektu Henry Buchera a w 2002 nowy pawilon, Ulltveit-Moe paviljongen, według projektu znanego architekta modernistycznego, Sverre Fehna, laureata Nagrody Pritzkera w 1997. W muzeum organizowane są wystawy dzieł architektury dawnej i współczesnej – rysunków, fotografii i modeli. W budynku muzeum działa też biblioteka, księgarnia, centrum informacyjne, a w pomieszczeniach na piętrze organizowane są odczyty, seminaria i pokazy filmowe.

### Muzeum Sztuki Użytkowej
Muzeum Sztuki Użytkowej (Kunstindustrimuseet) zostało założone w 1876. Jest jednym z najstarszych muzeów Norwegii i jednym z najstarszych muzeów sztuki użytkowej w Europie. Od 1904 mieści się w obecnym budynku, położonym przy St. Olavs gate 1 i zaprojektowanym przez architektów Bredo Greve i Ingvara Hjortha. Na jego kolekcję składa się około 35 000 eksponatów: ubiory (w tym królewskie), tekstylia, meble, wyroby ze srebra, szkło (w tym wyroby z huty szkła w Nøstetangen), ceramika (zwłaszcza wyroby fajansowe z Herrebøe), design i rzemiosło artystyczne.
Eksponaty są prezentowane w formie wystaw stałych: „Design og kunsthåndverk 1905–2005” (dzieła ukazujące poszczególne etapy rozwojowe modernizmu i wzornictwa, zarówno norweskiego jaki międzynarodowego), „STIL 1100–1905” (wystawa tekstyliów, wyrobów ze srebra i szkła, ceramiki i mebli w ujęciu chronologicznym od średniowiecza poprzez renesans, barok, rokoko, klasycyzm, historyzm i secesję), „Draktgalleriene” (historia mody, kolekcja strojów królewskich) i „Studiesamlinger for glass og keramikk” (historia wyrobów szklanych i ceramicznych), oraz wystaw czasowych.